# Paranormal romance
Paranormal romance è un termine, mutuato dalla lingua inglese, con il quale si indica un sottogenere del fantasy e in particolare del fantasy contemporaneo.
Le storie paranormal romance sono ambientate nel mondo reale e, generalmente, nella nostra epoca. Si caratterizzano per la presenza di elementi e creature paranormali ed esoteriche, come vampiri, angeli, diavoli, licantropi, mutaforma, streghe, fantasmi.
Nella sua forma più commerciale, la paranormal romance è legata al romanzo rosa e al fantasy romantico, focalizzando così l'attenzione su una o più storie d'amore. Esempi di questo filone sono Fallen e Twilight o ancora la saga de Il bacio dell'angelo caduto.
Nella sua forma meno commerciale, la paranormal romance è legata all'horror e al dark fantasy, focalizzando così l'attenzione sugli elementi esoterici e occulti e generando atmosfere oscure e tetre, pur non rinunciando alle storie d'amore importanti per la trama. Un esempio di questo filone è Quando il Diavolo ti accarezza di Luca Tarenzi, Casa della Notte di P. C. Cast e Kristin Cast, L'accademia dei vampiri di Richelle Mead,  L'essenza del vampiro (Amore Vampiro Vol.01) di Adler James Stark.